# Генрік Лунд
Геннінг Якоб Генрік Лунн (29 вересня 1875; Нанорталік, Гренландія — 17 червня 1948 року Нарсак, Гренландія) — гренландський композитор, художник і євангельський священник. Автор гімну Гренландії Nunarput utoqqarsuanngoravit .